# Boletinellus monticola
Boletinellus monticola är en svampart som först beskrevs av Rolf Singer, och fick sitt nu gällande namn av Roy Watling 1997. Boletinellus monticola ingår i släktet Boletinellus och familjen Boletinellaceae.   Inga underarter finns listade i Catalogue of Life.